# Diplazium poiense
Diplazium poiense är en majbräkenväxtart som beskrevs av Carl Frederik Albert Christensen.
Diplazium poiense ingår i släktet Diplazium och familjen Athyriaceae. Inga underarter finns listade i Catalogue of Life.